# 美国陆军运输部S200型蒸汽机车
美国陆军运输部S200型蒸汽机车是一种采用2-8-2轮式的煤水车式蒸汽机车。这款蒸汽机车生产于1942年，并且在二战期间根据租借法案，租借给英国投入到中东地区。此外中国铁路亦使用这一车型。

## 运用情况

### 中东
至少85台S200型机车运用于中东地区，包括埃及、巴勒斯坦。1942年，一台机车在埃及阿里什毁于火灾。
1943年，29台S200型机车提供给土耳其国家铁路；1946年，24台S200型机车提供给土耳其国家铁路。53台机车被土耳其国家铁路命名为46201型并被赋予46201–46253车号号段。
1942年，51台S200型机车提供给伊朗纵贯铁道并被伊朗铁路命名为42型。

### 欧洲
1943年盟军入侵意大利后，31台S200型机车被运往意大利。30台机车被意大利国家铁路命名为747型并赋予747.001–747.030车号号段；1台机车毁于火灾。

### 亚洲

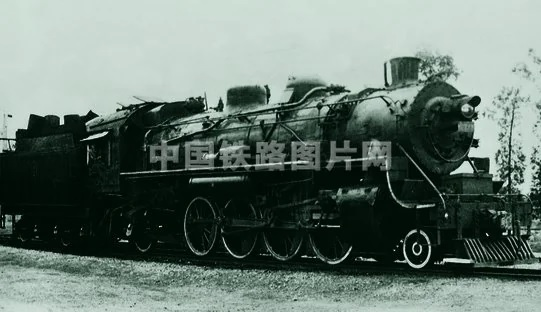
中国铁路解放10型蒸汽机车

二战结束后，联合国善后救济总署援助至少30台S200型机车给中国。这些机车被中华人民共和国铁道部接收后，于1950年改称为ㄇㄎ10（MK10）型，1959年改称为解放10型（JF10），车号范围为3711-3740。

## 机车保存
- 46224号机车静态展示于土耳其安卡拉土耳其国家铁路露天蒸汽机车博物馆。
- 46244号机车静态展示于土耳其伊兹密尔省塞尔丘克县Çamlık镇铁路博物馆（土耳其語：Çamlık Buharlı Lokomotif Müzesi）。

## 备注
1. ↑  Hugh Hughes. . Continental Railway Circle. 1981: 70,133. ISBN 0-9503469-7-7.
2. ↑  Paul Cotterell. . Tourret Publishing. 1984: 133. ISBN 0-905878-04-3.
3. ↑  Hugh Hughes. . Continental Railway Circle. 1981: 125. ISBN 0-9503469-7-7.
4. ↑  聯合國善後救濟總署移交之機車，有KD6（原USATC S160型（英语：USATC S160 Class））、KD7、JF10（原USATC S200型）等。